# Bádenas
Bádenas is een gemeente in de Spaanse provincie Teruel in de regio Aragón met een oppervlakte van 31,31 km². Bádenas telt 19 inwoners (1 januari 2016).

## Demografische ontwikkeling
Bron: INE, 1857-2011: volkstellingen

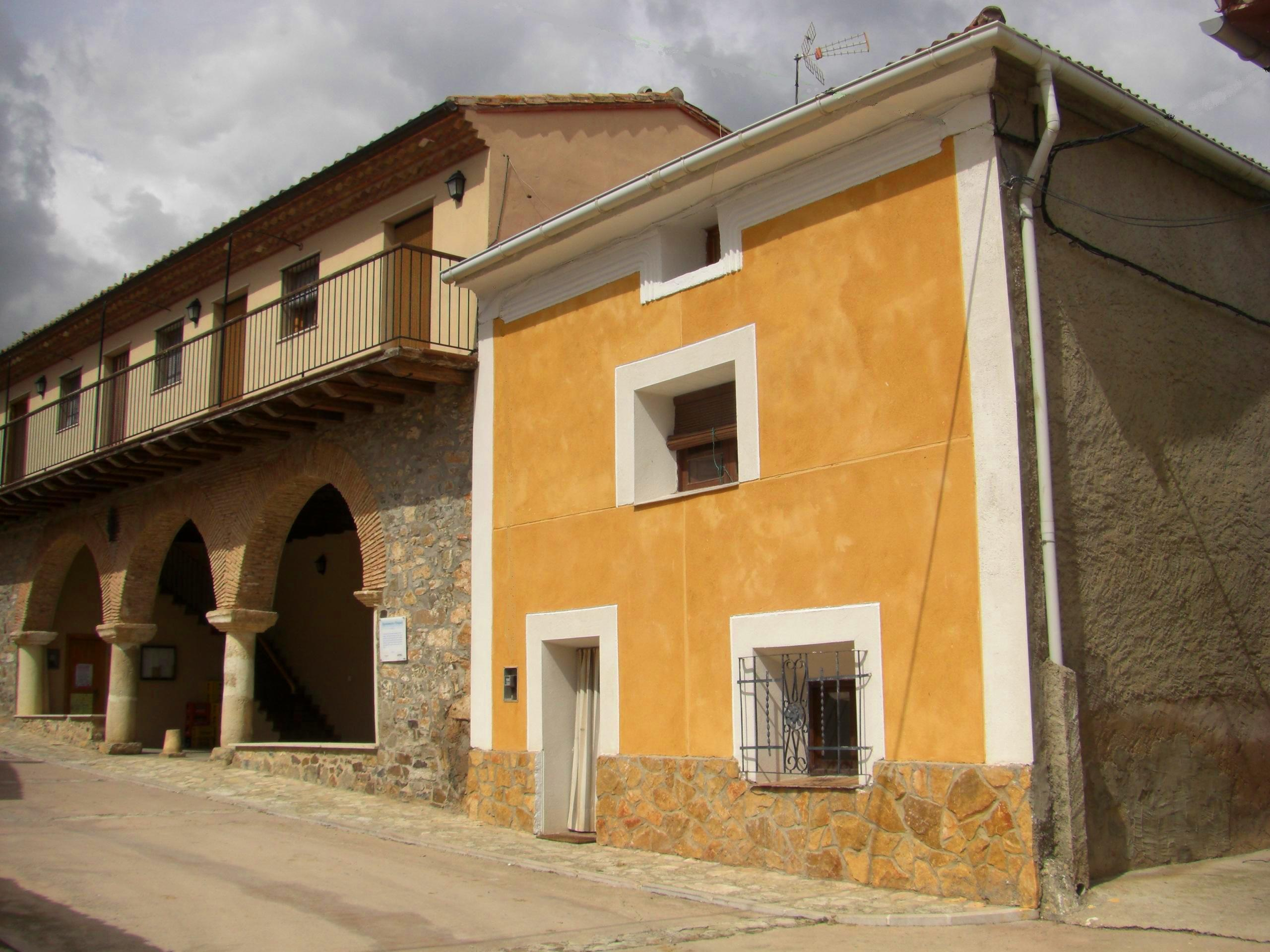
Gemeentehuis van Bádenas
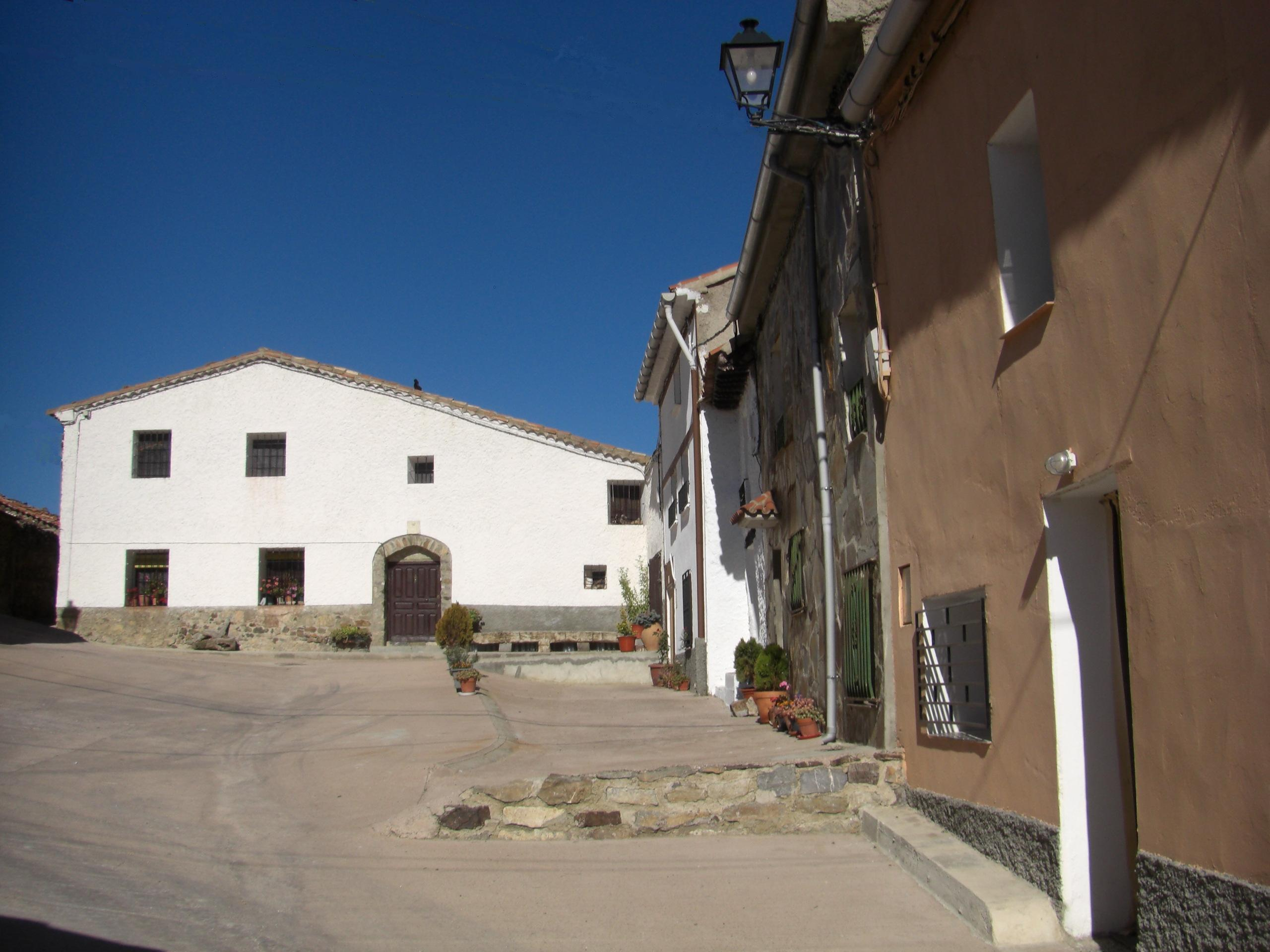
Barrio Alto
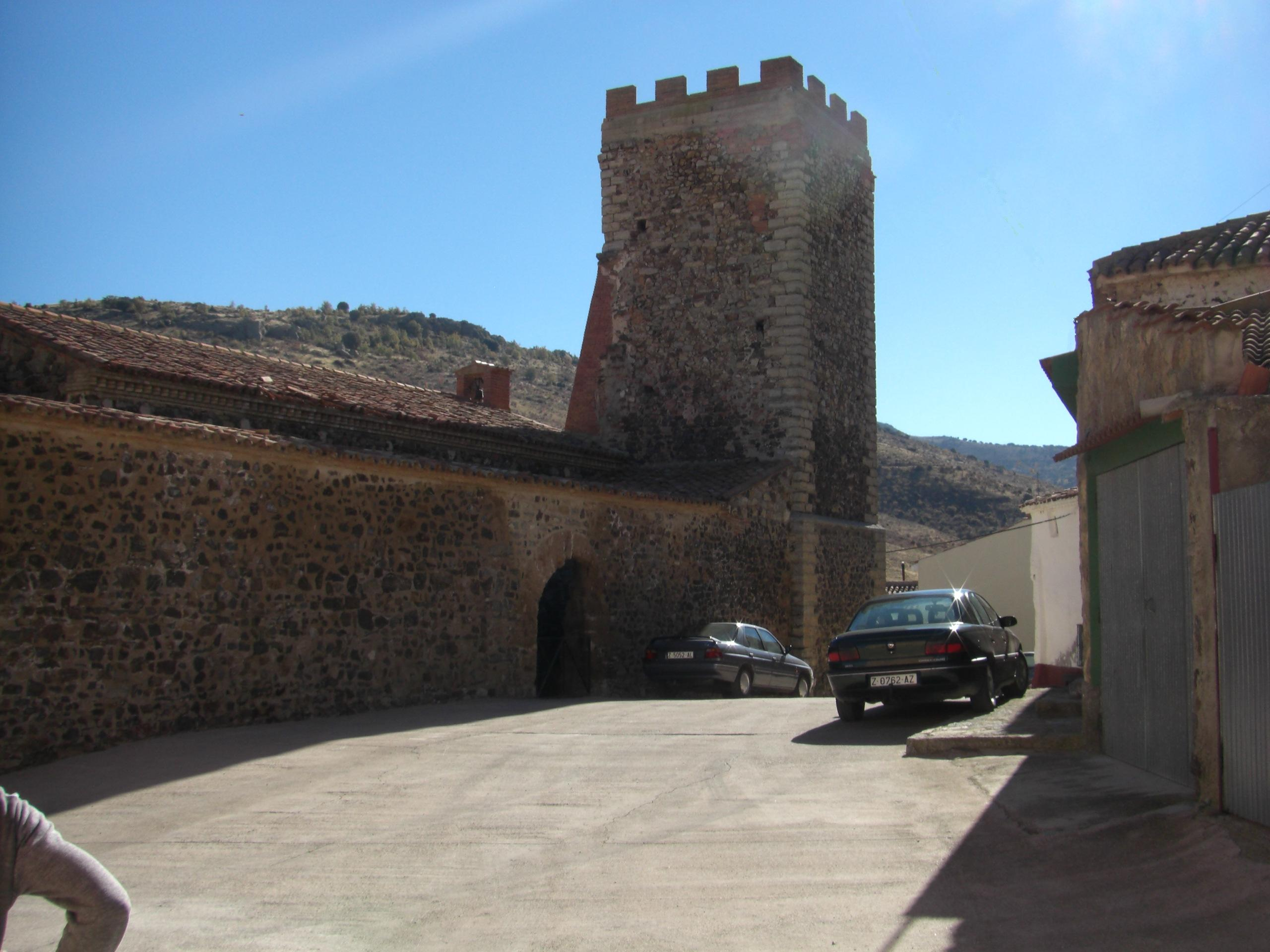
Resten van de toren van de kerk
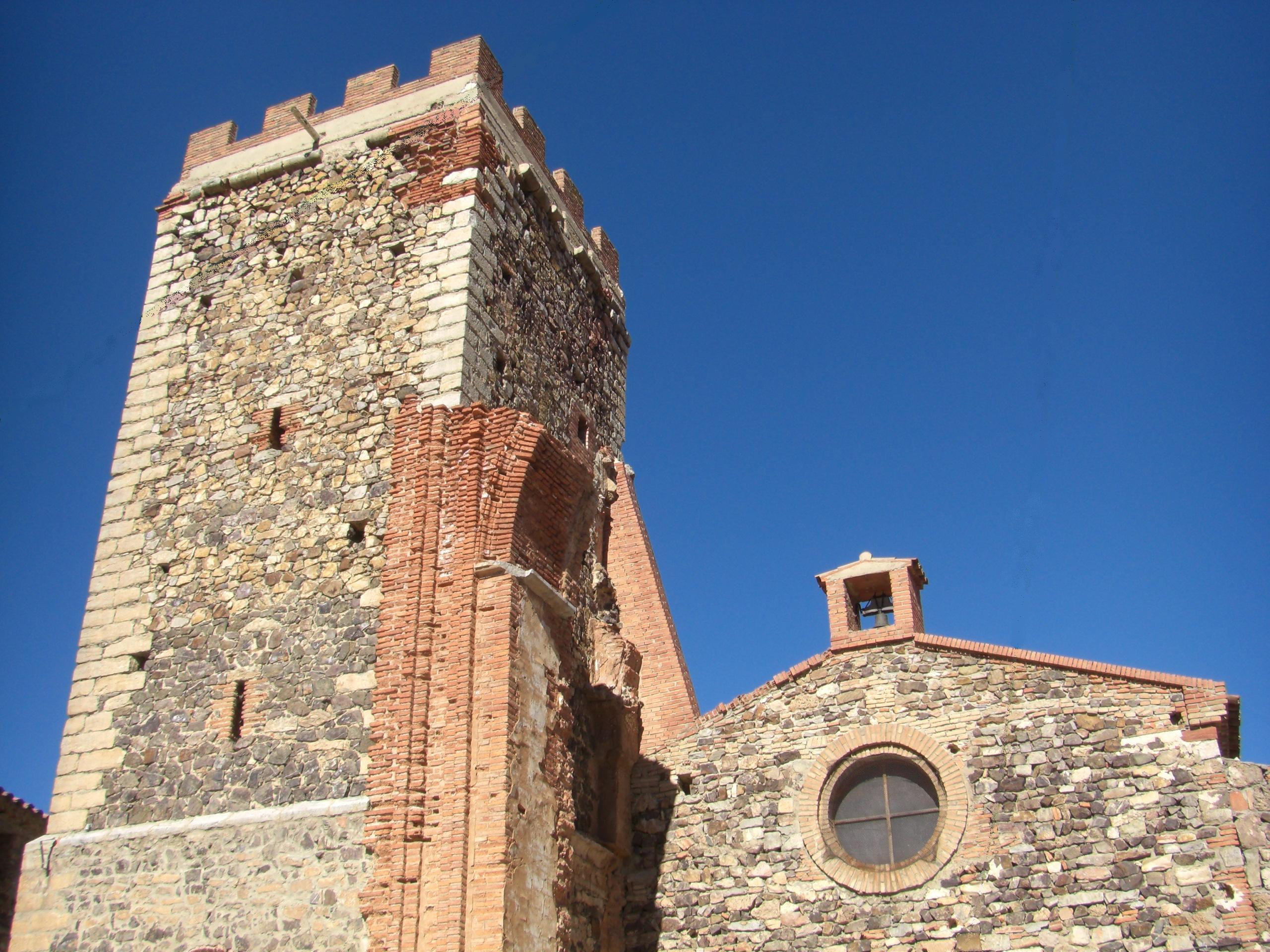
Voorgevel van de kerk
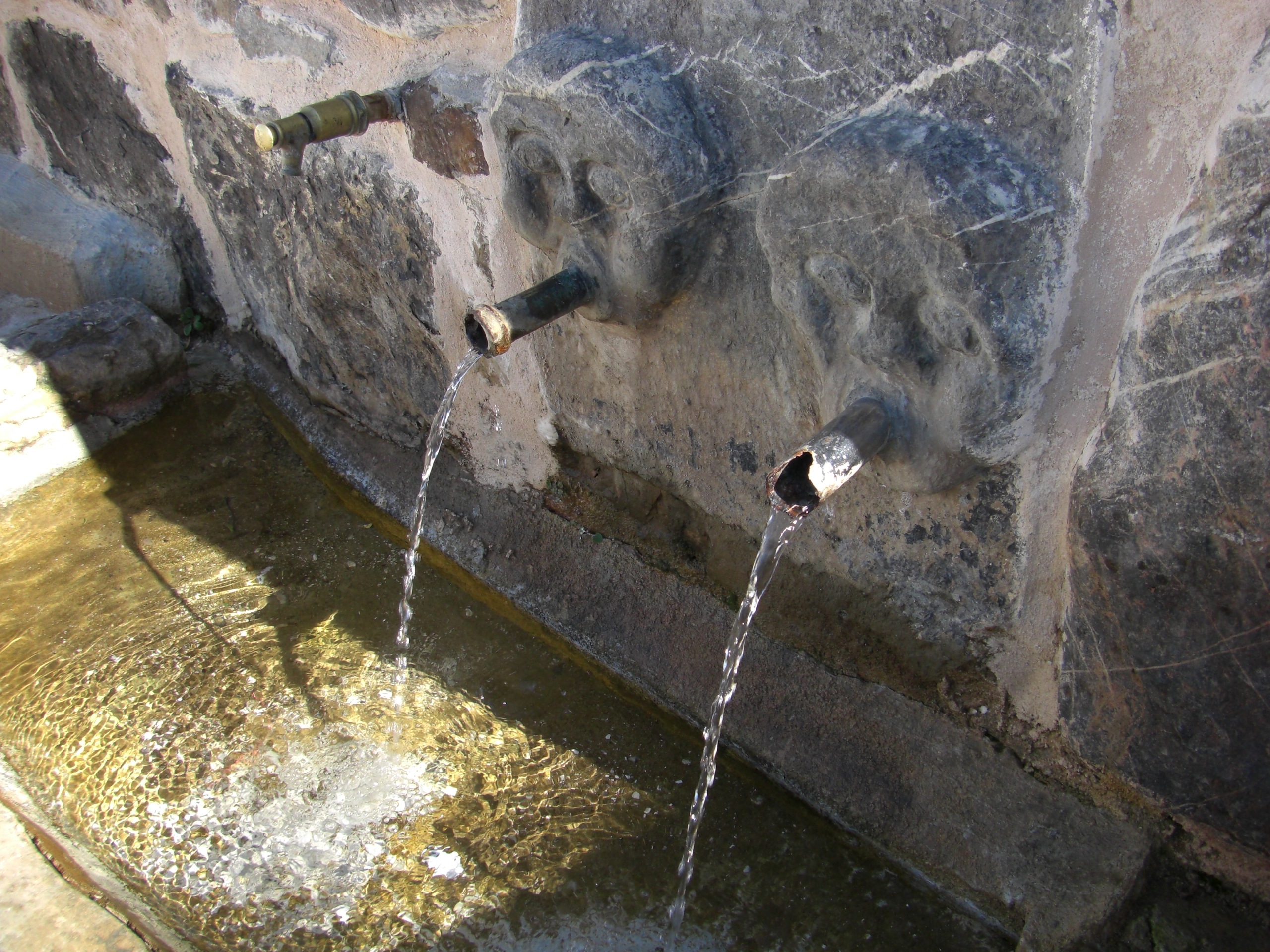
Fontein van Bádenas
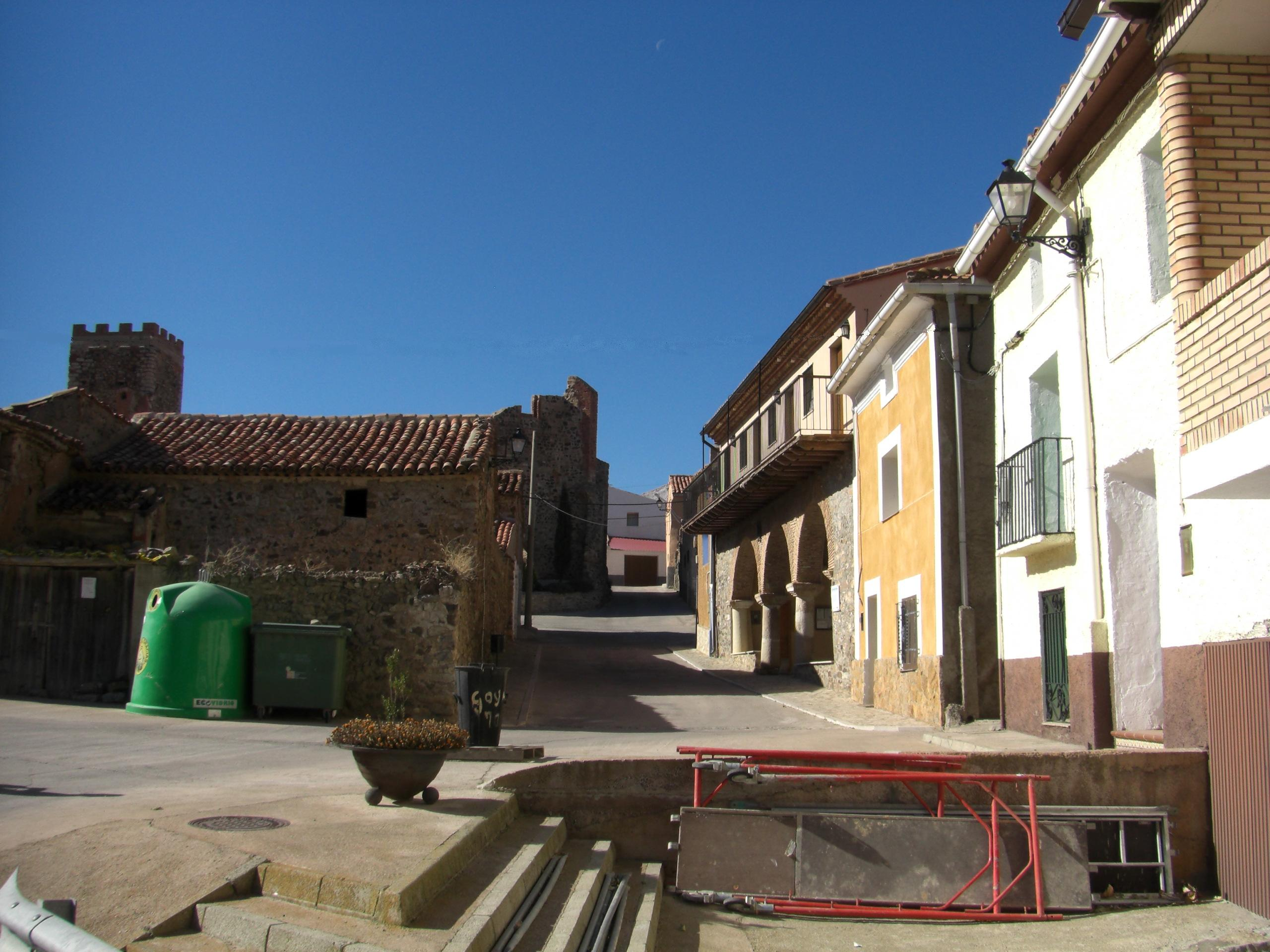
Calle del Ayuntamiento
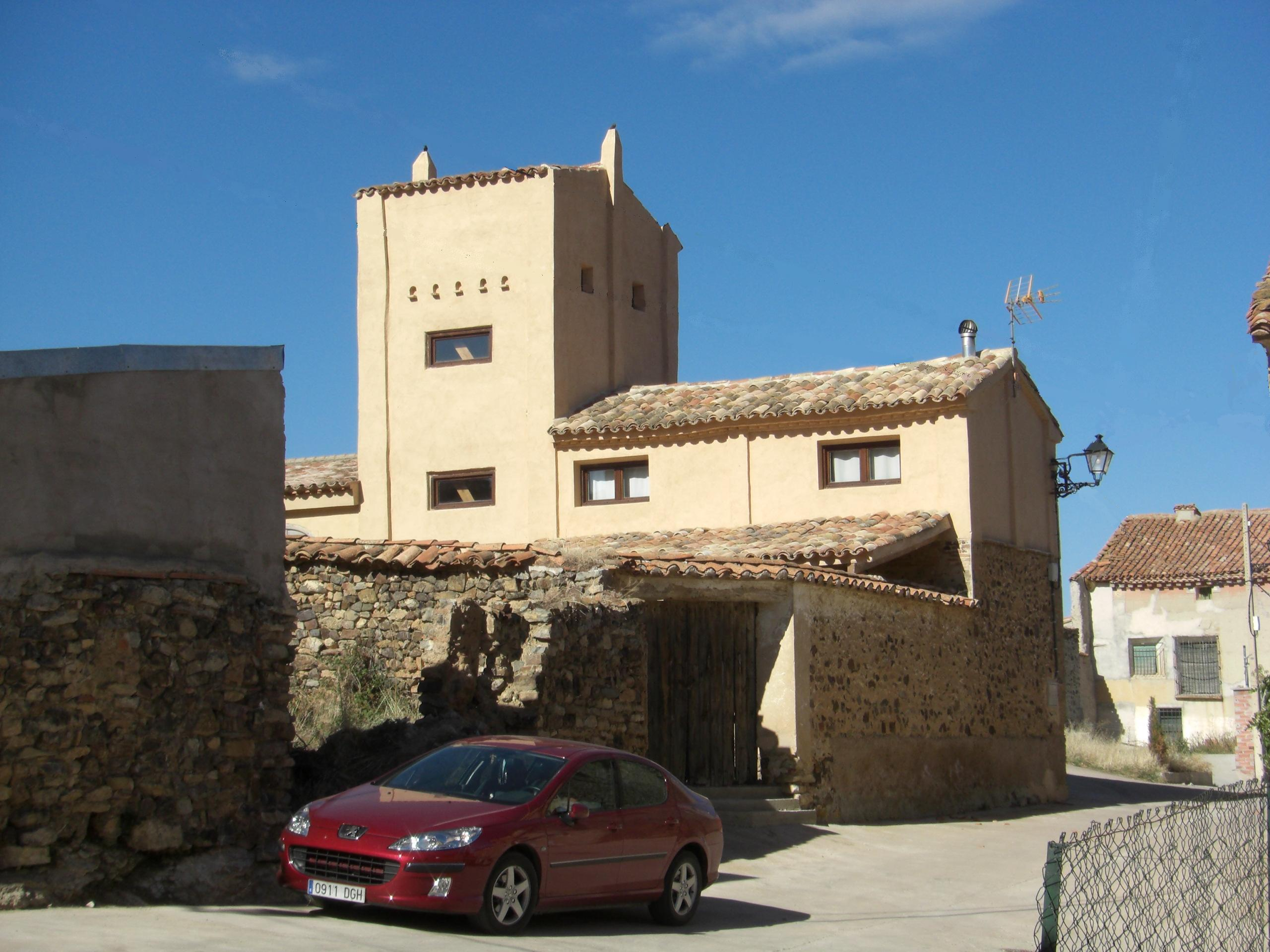
Oude duiventil in Bádenas
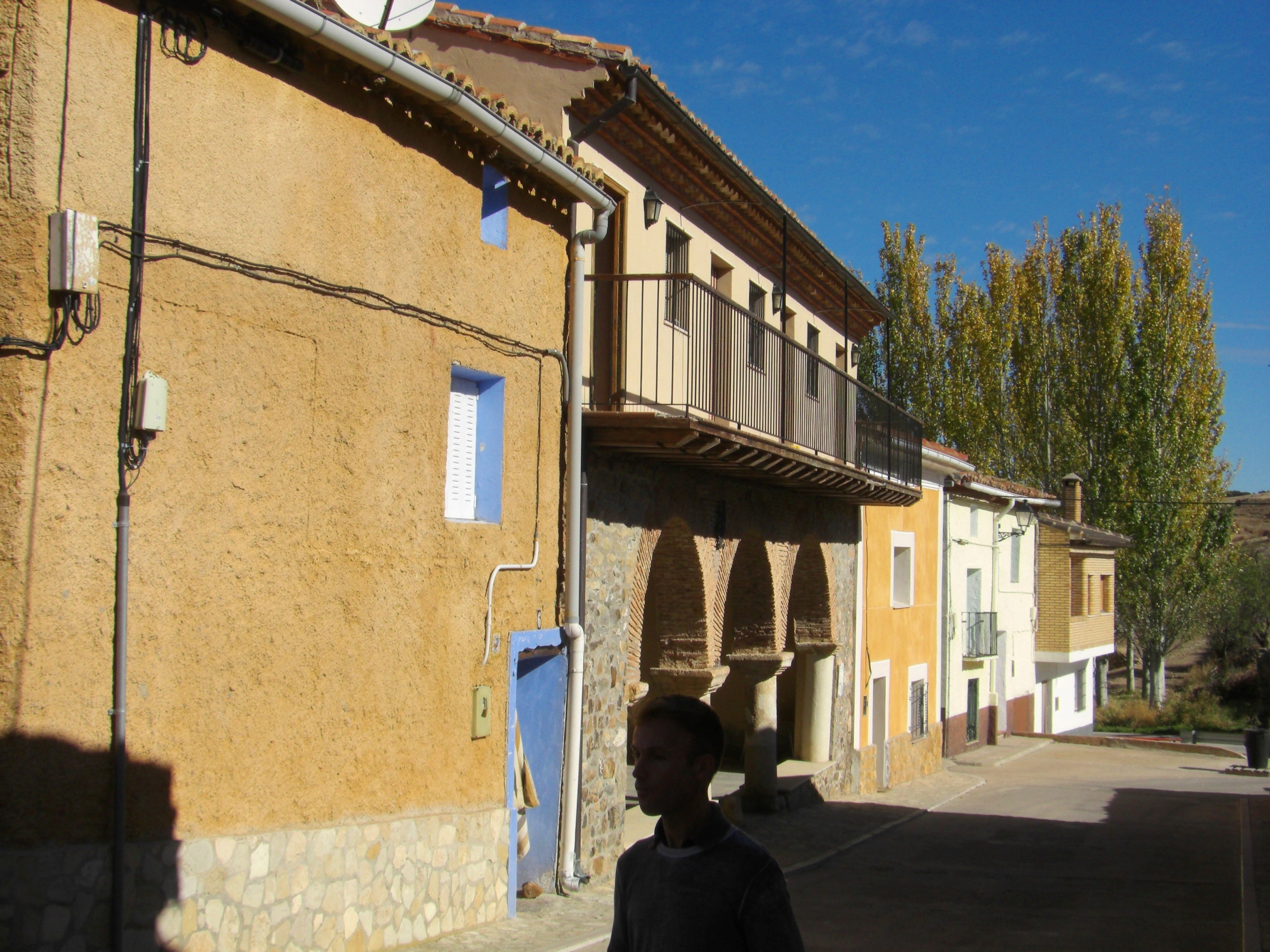
Zicht op gemeentehuis
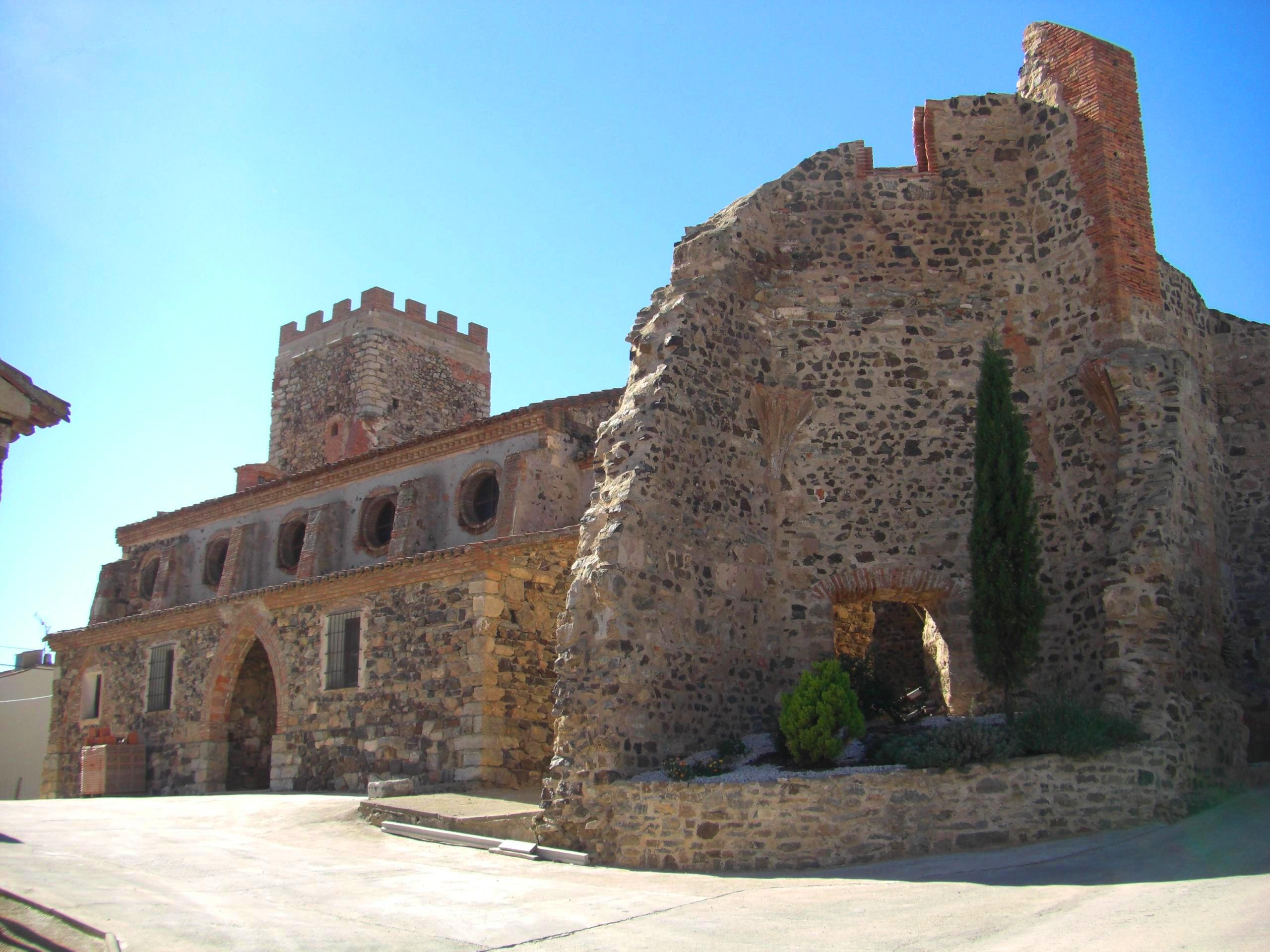
Resten van de oude kerk
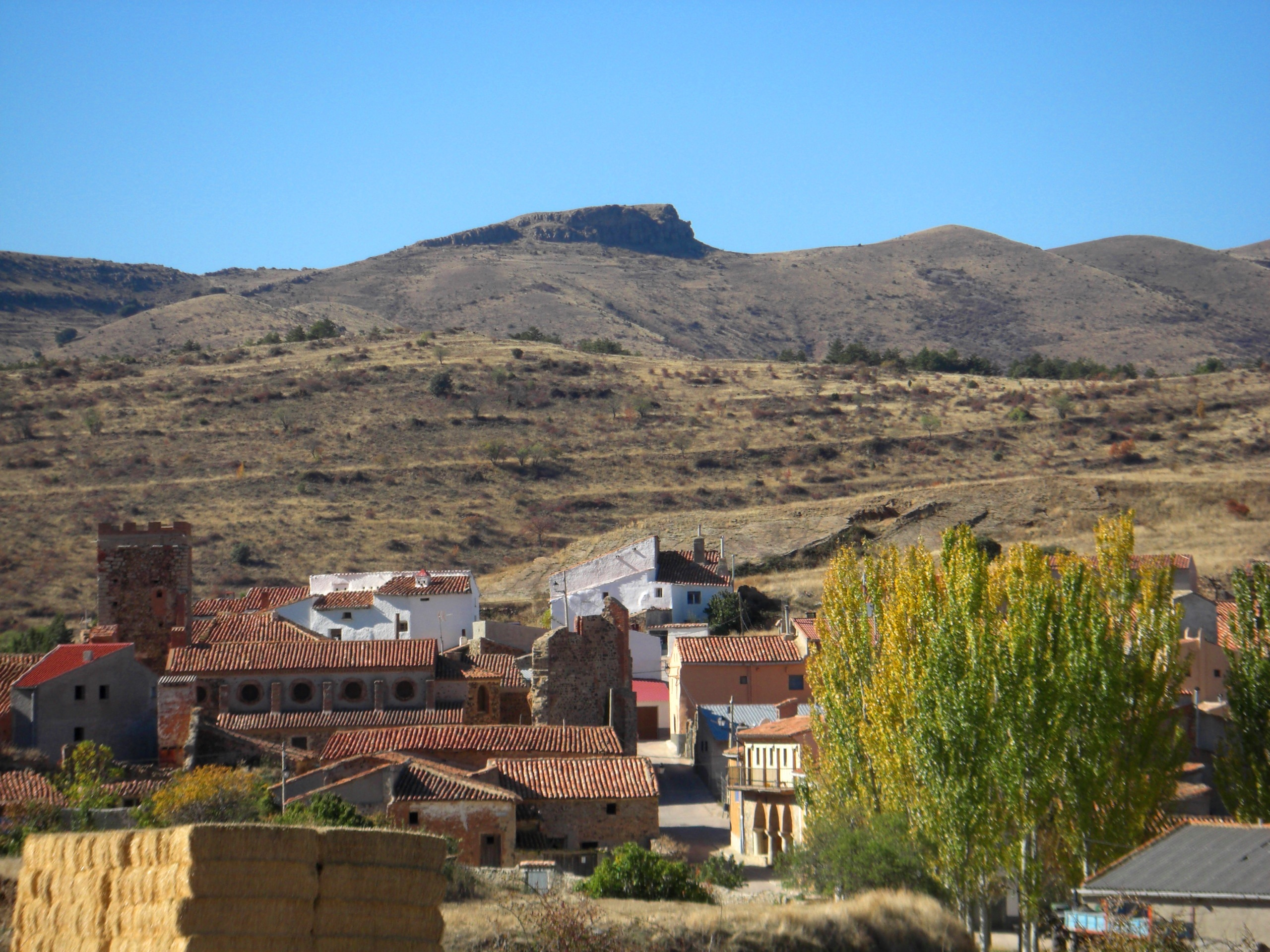
Bádenas
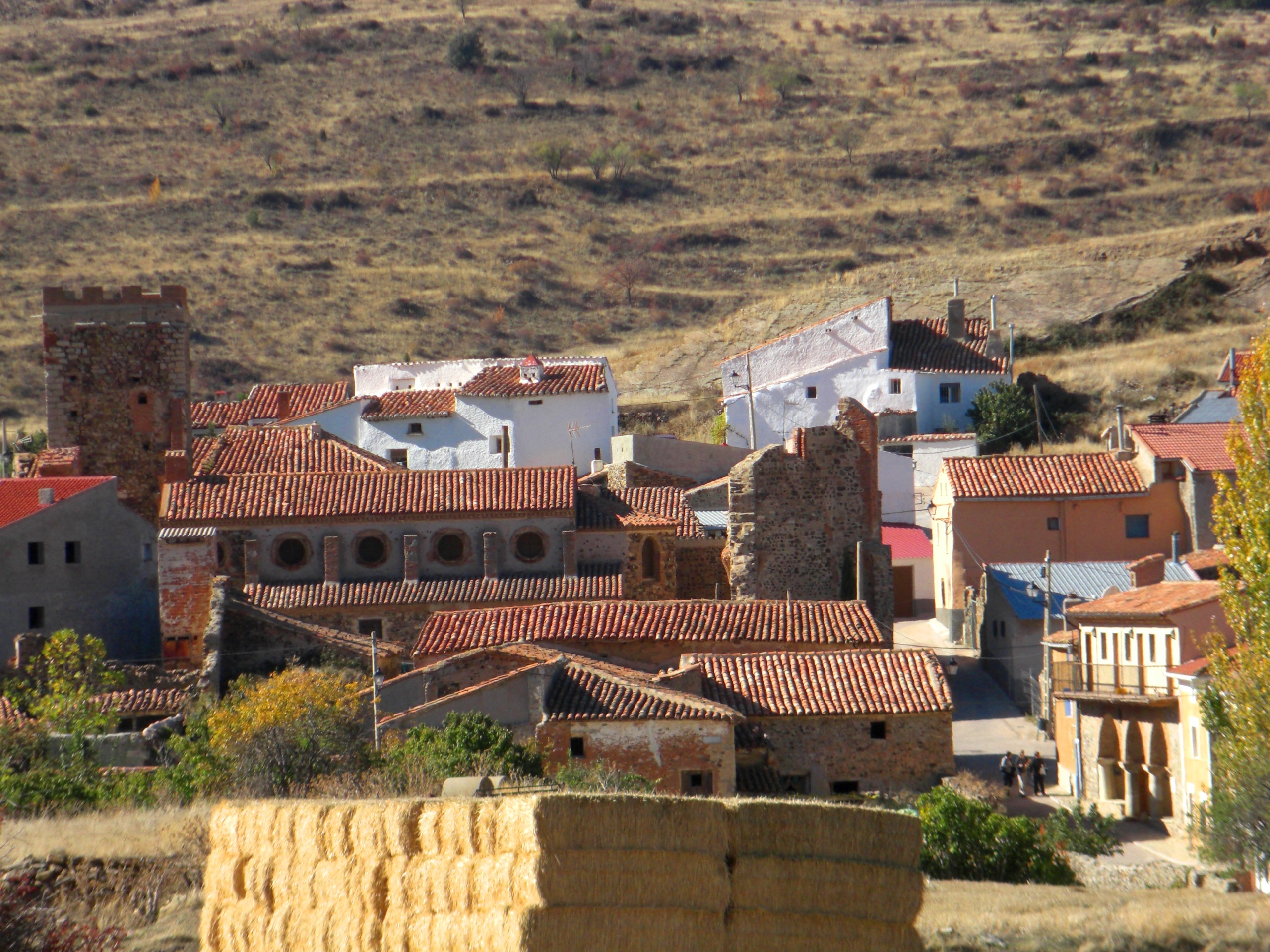
Bádenas
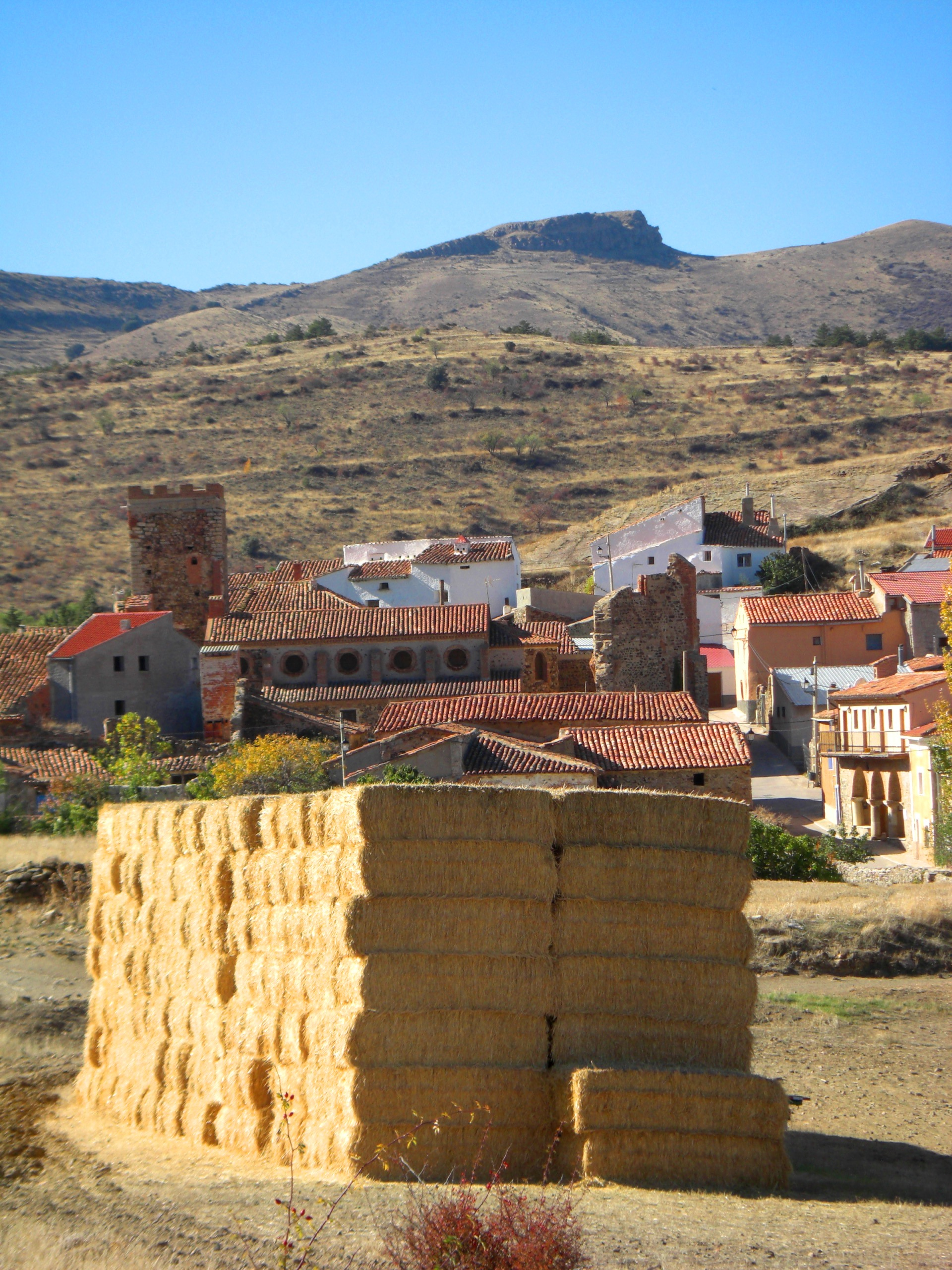
Bádenas

Allueva · Bádenas · Báguena · Bañón · Barrachina · Bea · Bello · Blancas · Bueña · Burbáguena · Calamocha · Caminreal · Castejón de Tornos · Cosa · Cucalón · Ferreruela de Huerva · Fonfría · Fuentes Claras · Lagueruela · Lanzuela · Loscos · Monforte de Moyuela · Monreal del Campo · Nogueras · Odón · Ojos Negros · Peracense · Pozuel del Campo · Rubielos de la Cérida · San Martín del Río · Santa Cruz de Nogueras · Singra · Tornos · Torralba de los Sisones · Torrecilla del Rebollar · Torre los Negros · Torrijo del Campo · Villafranca del Campo · Villahermosa del Campo · Villar del Salz